# Dehqonobod (Chatlon)
Dehqonobod ist ein Dschamoat in der Provinz Chatlon im Südwesten Tadschikistans. Die Einwohnerzahl Dehqonobods beträgt 22.666.

## Lage
Dehqonobod lieg im Südwesten des Landes, nahe der Grenze zu Afghanistan, die durch den Fluss Pandsch gekennzeichnet wird. Circa fünf Kilometer südlich befindet sich die regional bedeutende Stadt Farkhor, die Hauptstadt Duschanbe befindet sich etwa 150 Kilometer nördlich. In unmittelbarer Nähe von Dehqonobod verläuft die A385 eine der bedeutendsten Fernstraßen des Landes. Diese verbindet Dehqonobod unter anderem mit Duschanbe.

## Infrastruktur
Die gesamte Region im Süden Tadschikistans leidet unter unzureichender Infrastruktur und Problemen bei der Wasserversorgung, so auch Dehqonobod. In dem Dschamoat verlaufen wichtige Kanäle, die die Wasserversorgung des Distrikts Hamadoni und der dortigen Landwirtschaft gewährleisten. Bei seinem Besuch in Dehqonobod im Oktober 2014 kündigte der tadschikische Präsident Emomali Rahmon den Bau einer neuen Schule für bis zu 640 Schüler an. Im Mai 2015 kam es in Dehqonobod in Folge heftiger Regenfälle zu einer Schlammlawine, die beträchtliche Schäden an der Infrastruktur, darunter die Zerstörung einer Brücke, verursachte.